# Point Judith
Point Judith es un área no incorporada (o villa) y pequeño cabo ubicada en el condado de Washington en el estado estadounidense de Rhode Island.

## Geografía
Point Judith se encuentra ubicado en las coordenadas 41°21′39″N 71°28′53″O / 41.36083, -71.48139.